# San Giorgio in Alga
San Giorgio in Alga (San Zorzi d'Alega) è un'isola della Laguna Veneta tra la Giudecca e Fusina di circa 1,5 ettari di superficie, che ha avuto una ricca storia ma che ora è abbandonata e soggetta a vandalismi e trafugamenti.

## Storia

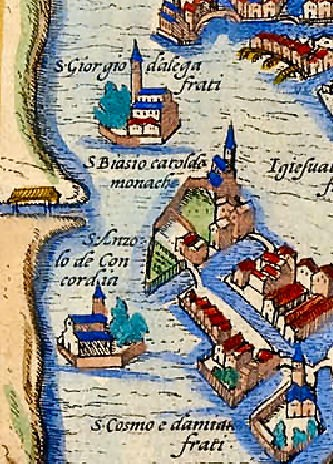

Come altre isole lagunari, San Giorgio in Alga fu sede di un monastero benedettino, fondato nell'XI secolo dalla famiglia Gatilesa. Al 1144 risale la dedicazione della chiesa a san Giorgio Martire, mentre la specifica "in Alga" si deve alle molte alghe che crescevano nelle acque circostanti. La chiesa, fabbricata dalla famiglia Gattara, fu consacrata nell'aprile del 1288.
Verso il 1350 i benedettini furono sostituiti dagli agostiniani, dal 1424 al 12 maggio 1433 sotto la guida di San Lorenzo Giustiniani, il primo patriarca di Venezia.
Nel 1397, quando nel monastero vivevano appena due religiosi (ma assicurava rendite elevate), papa Bonifacio IX lo diede in commenda a Ludovico Barbo, giovane patrizio avviato alla carriera ecclesiastica. Nel 1404 lo stesso pontefice accolse la sua iniziativa di ospitare nelle strutture monastiche una comunità di giovani consacrati che si era venuta a formare negli anni precedenti: venne così fondata la congregazione di San Giorgio in Alga cui aderirono personalità quali Antonio Correr, Gabriele Condulmer, Marino Querini e il già citato Lorenzo Giustiniani; il Barbo, dal canto suo, non entrò formalmente nella congregazione, che ebbe un ruolo fondamentale nel movimento di riforma della vita religiosa dei primi decenni del secolo XV, e restò priore dei monaci rimasti.
Questi eventi portarono nei decenni successivi alla ricostruzione degli edifici, ormai caduti in rovina: nel 1443 venne concluso il monastero, nel 1454 il campanile e tra il 1428 ed il 1458 la chiesa venne ampliata e munita di opere insigni (Vivarini, Bellini) e di reliquie.
Nel 1668, a causa della decadenza morale a cui era andata incontro, papa Clemente IX soppresse la congregazione. Nel monastero si insediarono dapprima i frati paolotti (minimi di San Francesco di Paola), quindi i carmelitani scalzi. A questi si deve il rinnovamento del complesso (1690-1716), ma nel luglio del 1717 un incendio distrusse la chiesa e parte del monastero. Fu preservata dall'incendio la cella abitata dal santo Lorenzo Gustiniani. Si provvide quindi a un'ulteriore ricostruzione, il cui progetto è attribuito ad Andrea Tirali.
L'isola mantenne una certa importanza, tanto che nel 1782 fu il luogo dove il Doge Paolo Renier accolse Papa Pio VI che, tornando da Vienna, veniva a visitare lo Stato Veneto: Francesco Guardi venne incaricato di commemorare tale evento in un ciclo di dipinti.
Dopo la caduta della Serenissima, gli Austriaci nel 1799 adibirono parte del monastero a carcere politico e cominciarono a realizzarvi delle strutture militari. Passata Venezia a Napoleone, il monastero venne definitivamente chiuso durante le soppressioni del 1806: i frati furono spostati a Venezia nel convento annesso alla chiesa di Santa Maria di Nazareth, la chiesa venne distrutta e le rimanenti strutture ridotte a polveriera. Le opere d'arte furono disperse..

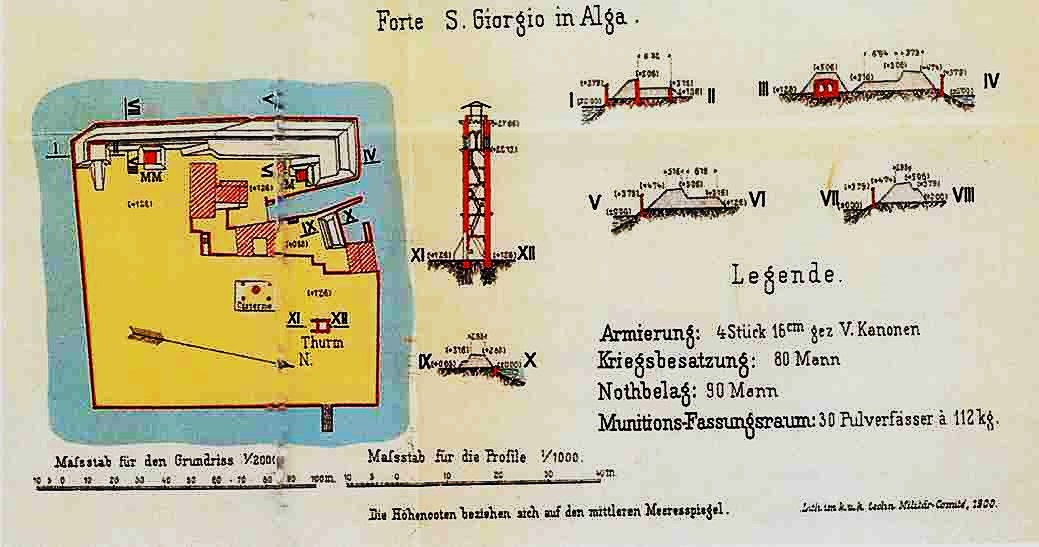
Forte San Giorgio in Alga, 1900

L'isola mantenne funzioni militari anche sotto le amministrazioni austriache e italiana. Ancora nel corso della seconda guerra mondiale ospitava un deposito e una batteria antiaerea, tanto che nel 1945 subì un bombardamento.
Nel 1961 il patriarcato di Venezia acquistò l'isola, ma nel 1973 ne fece dono al Comune di Venezia. Oggi è sostanzialmente abbandonata e i manufatti rimasti sono spesso preda di vandalismi; frattanto, è in corso un dibattito sulle sue sorti.
Un lavabo cinquecentesco di pietra, proveniente dall'isola, si conserva nelle raccolte del seminario. Un bassorilievo rappresentante San Giorgio e il drago è stato trafugato.

## Galleria d'immagini

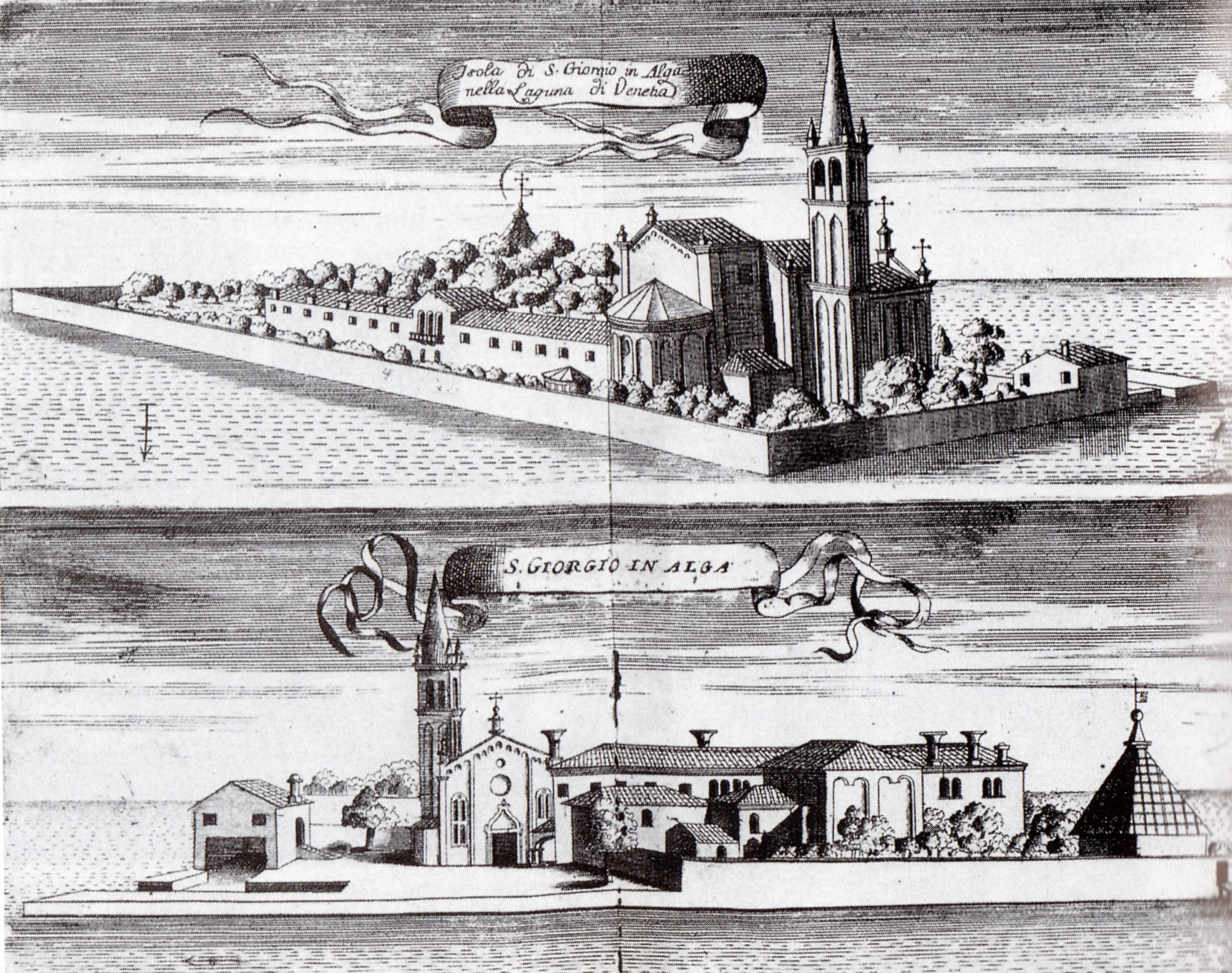
Vincenzo Coronelli, Isolario, San Giorgio in Alga, 1696
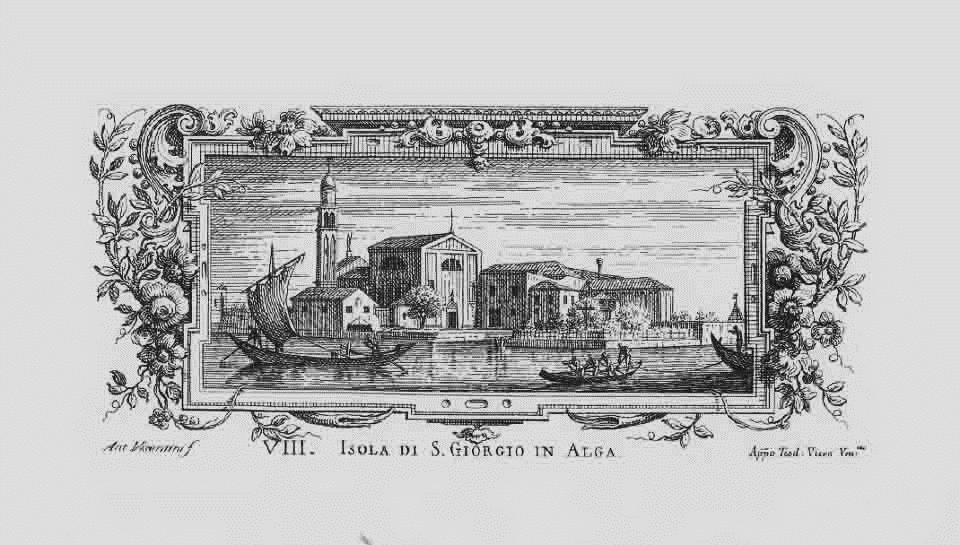
Antonio Visentini, Isolario veneto, 1777
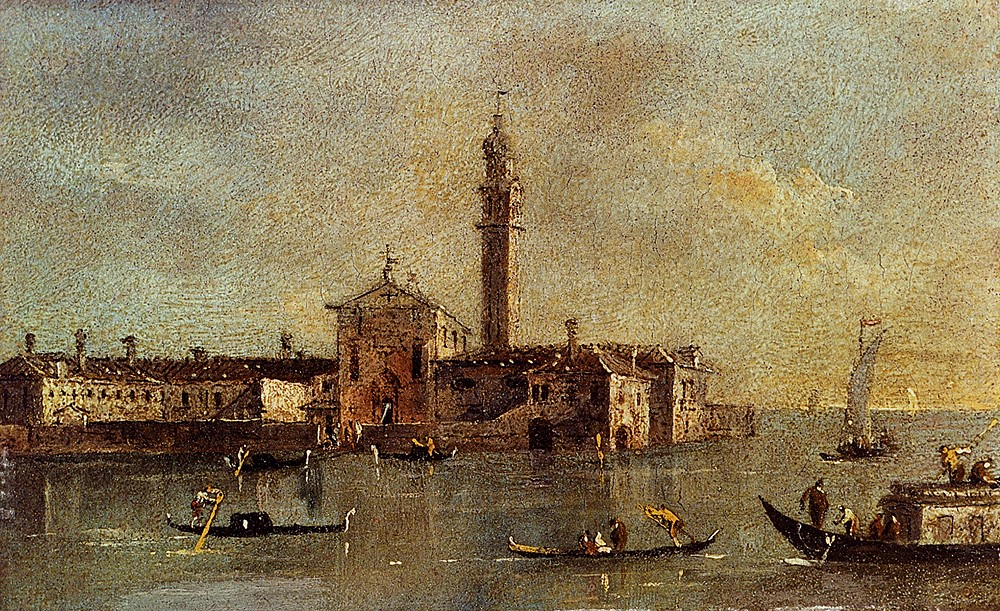
Giacomo Guardi,           San Giorgio in Alga
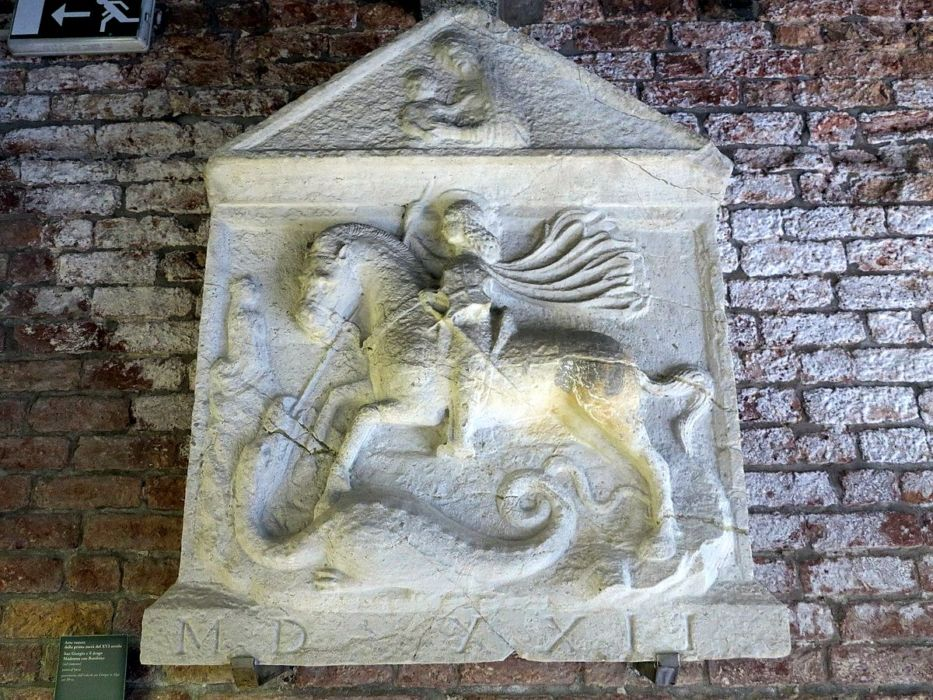
Lapide trafugata da San Giorgio in Alga
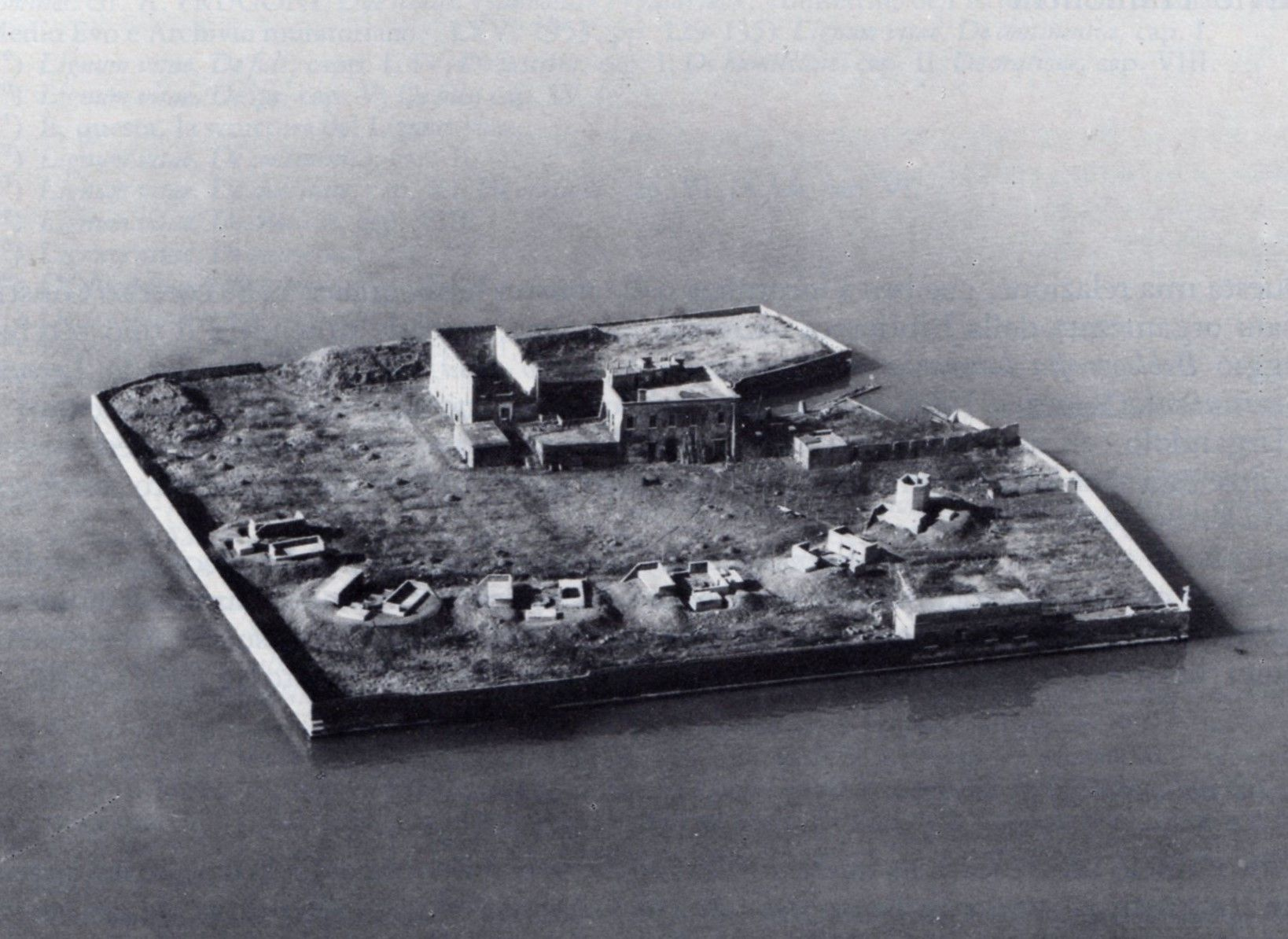
Postazioni militari della seconda guerra mondiale a San Giorgio in Alga
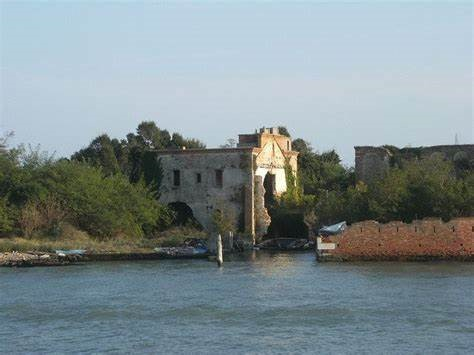
San Giorgio in Alga, ruderi
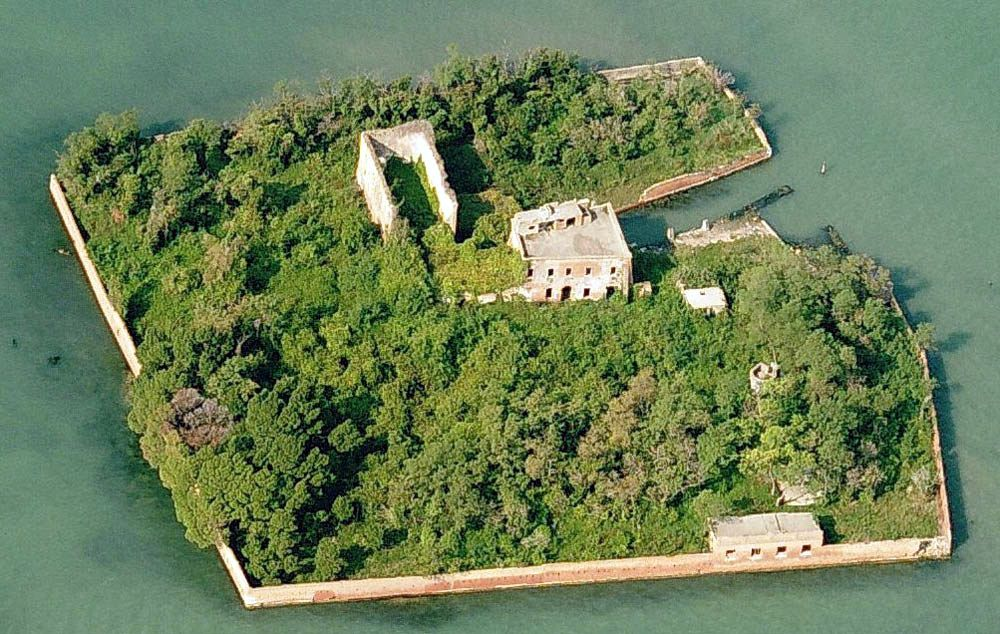
Veduta aerea di San Giorgio in Alga